# Спасательная капсула

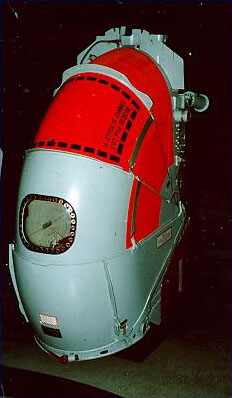
Спасательная капсула B-58A «Hustler»

Спаса́тельная ка́псула — закрытое катапультируемое устройство, предназначенное для спасения лётчика или других членов экипажа из летательного аппарата в аварийных ситуациях. Практическое применение получили герметичные капсулы, обладающие непотопляемостью и позволяющие совершать полёт лётчику без скафандра и парашюта, а также прочих индивидуальных средств спасения.
Существует две принципиальных схемы «капсульного» спасения — индивидуальная катапультируемая закрытая капсула для одного лётчика и отделяемая кабина для всего экипажа.

## История и конструкция

### Спасательная капсула
В 1950-х годах в боевой авиации стали появляться новые катапультируемые устройства, которые должны были повысить эффективность применения открытых катапультируемых кресел. Во время аварии это устройство по сигналу катапультирования автоматически закрывает лётчика вместе с креслом специальными щитками и позволяет применять более разнообразное оборудование, повышающее безопасность с момента катапультирования до приземления.
Практическое применение получили герметичные спасательные капсулы, защищающие человека от воздействия динамического давления, аэродинамического нагрева, частично от перегрузок при торможении (благодаря увеличению массы и уменьшению сопротивления). Кроме того, герметичная капсула позволяет совершать полёт без скафандра, индивидуального парашюта, обеспечивает безопасное приводнение.
Первую из известных капсул разработали в США для военно-морского F4D «Skyray» в начале 1950-х годов. Однако эта капсула не нашла применения. Затем фирмой «Stanley Aviation» были сконструированы капсулы для бомбардировщиков B-58 «Hustler» и XB-70 «Valkyrie». Для самолёта ХВ-70 диапазон скоростей для безопасного покидания начинается со 150 км/ч (при нулевой высоте) и охватывает скорости до М=3.
Катапультирование на B-58 Hustler
Автоматика, применённая в капсуле самолёта В-58, осуществляет подготовку к покиданию самолёта, само катапультирование и приземление. Подготовка включает в себя придание телу лётчика определённого фиксированного положения, закрытие капсулы и её герметизацию. Механизм катапультирования приводится в действие с помощью рычагов, расположенных на подлокотниках сиденья. Зажигается пороховой заряд, газы которого попадают в два привода, фиксирующие положения головы, ног, туловища. Затем газы проникают в механизм герметичного закрывания капсулы, создаётся давление, соответствующее высоте 5 км. После закрытия капсулы пилот сохраняет возможность управления самолётом, так как штурвал остаётся в своём нормальном положении внутри капсулы, а её обтекатель имеет иллюминатор, через который можно наблюдать за показаниями приборов. Такая конструкция позволяет осуществить дальнейший полёт (если авария не имеет катастрофического характера). Процесс катапультирования основан на принципе, используемом в катапультируемых сидениях, оборудованных ракетными двигателями, запускаемыми с помощью вспомогательной системы. Нажатие рычага катапультирования приводит к воспламенению порохового заряда. Выделяющиеся при этом газы сбрасывают фонарь кабины, происходит запуск ракетного двигателя. Выбрасывается стабилизирующий парашют, который инициирует раскрытие на поверхности капсулы щитков-стабилизаторов, включается внутренняя аппаратура жизнеобеспечения. Таймерно-анероидные автоматы вызывают открытие основного парашюта и наполнение амортизирующих резиновых подушек, смягчающих удар при приземлении или приводнении.
Катапультирование на XB-70 Valkyrie

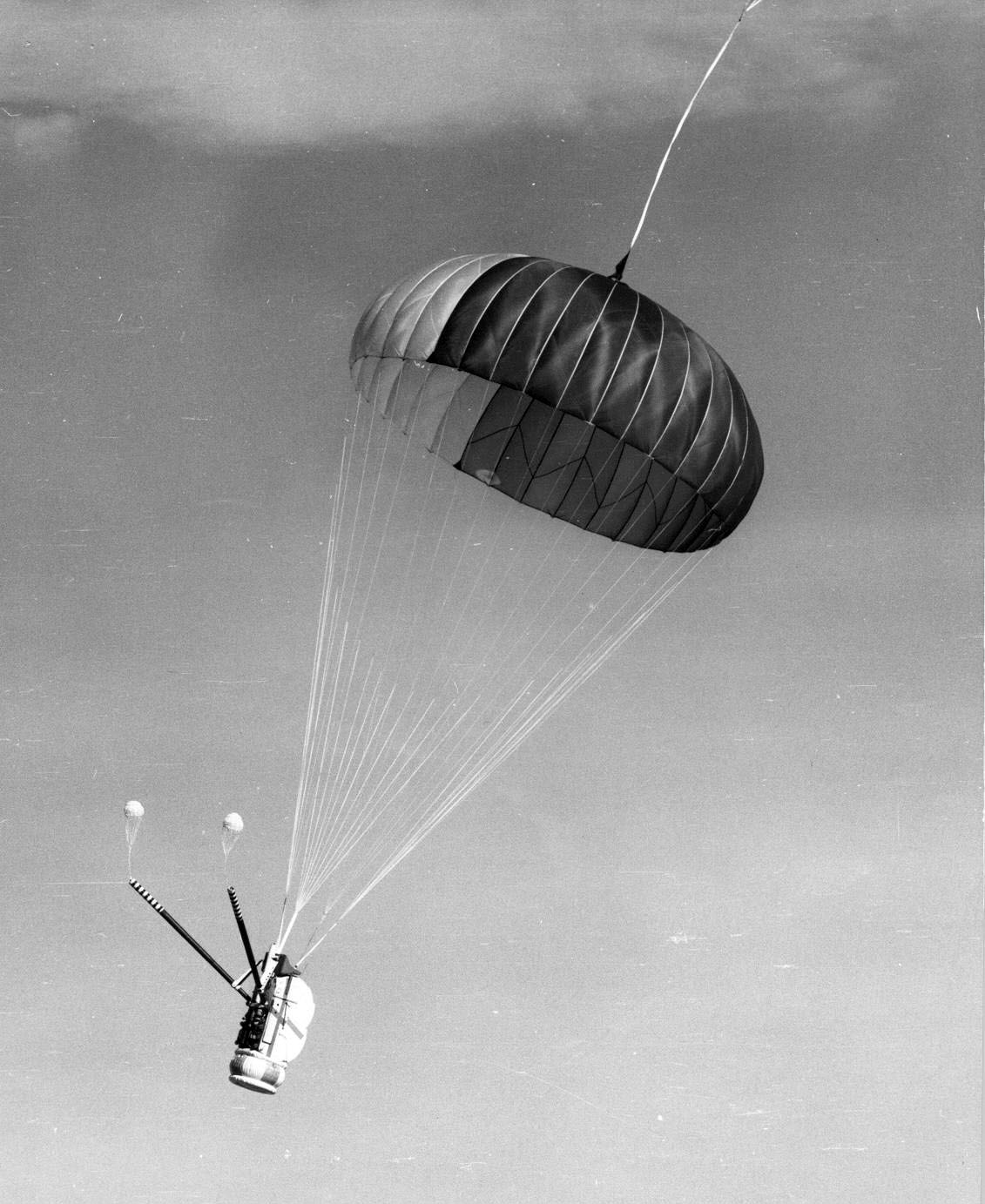
Испытания катапультируемой капсулы самолёта XB-70 «Valkyrie»

Капсула была оборудована обтекателем, состоящим из двух половин, угол наклона кресла мог изменяться. Стабилизацию положения капсулы в полёте обеспечивали два цилиндрических трёхметровых кронштейна телескопического типа. Концы кронштейнов были оборудованы стабилизирующими парашютами. Силовая установка капсулы выбрасывала её на высоту 85 м. Безопасное снижение происходило с помощью спасательного парашюта, имеющего диаметр купола 11 метров, а приземление или приводнение осуществлялось с помощью амортизатора в виде резиновой подушки, наполняющегося газом во время снижения.
Применение капсул такого типа обеспечивает возможность работы экипажа из двух человек в общей кабине вентиляционного типа (как на транспортных самолётах). Внутри капсулы размещался набор предметов первой необходимости: радиостанция, удочка, ружьё, вода, продовольствие.

### Отделяемая кабина
При разработке отделяемой кабины для всего экипажа считалось, что такой тип спасения будет для пилотов более лёгким и удобным процессом, займёт меньше времени, чем при использовании катапультируемых сидений или капсул. Кабина должна была обеспечить более высокую устойчивость в полёте и меньшие перегрузки.
Практическое использование аварийной системы покидания самолета с помощью отделяемой кабины является сложным мероприятием. Провода, механические связи и оборудование бортовых систем в обычных условиях должны удовлетворять требованиям нормального функционирования и высокой надёжности, но разъединение должно осуществляться в доли секунды.

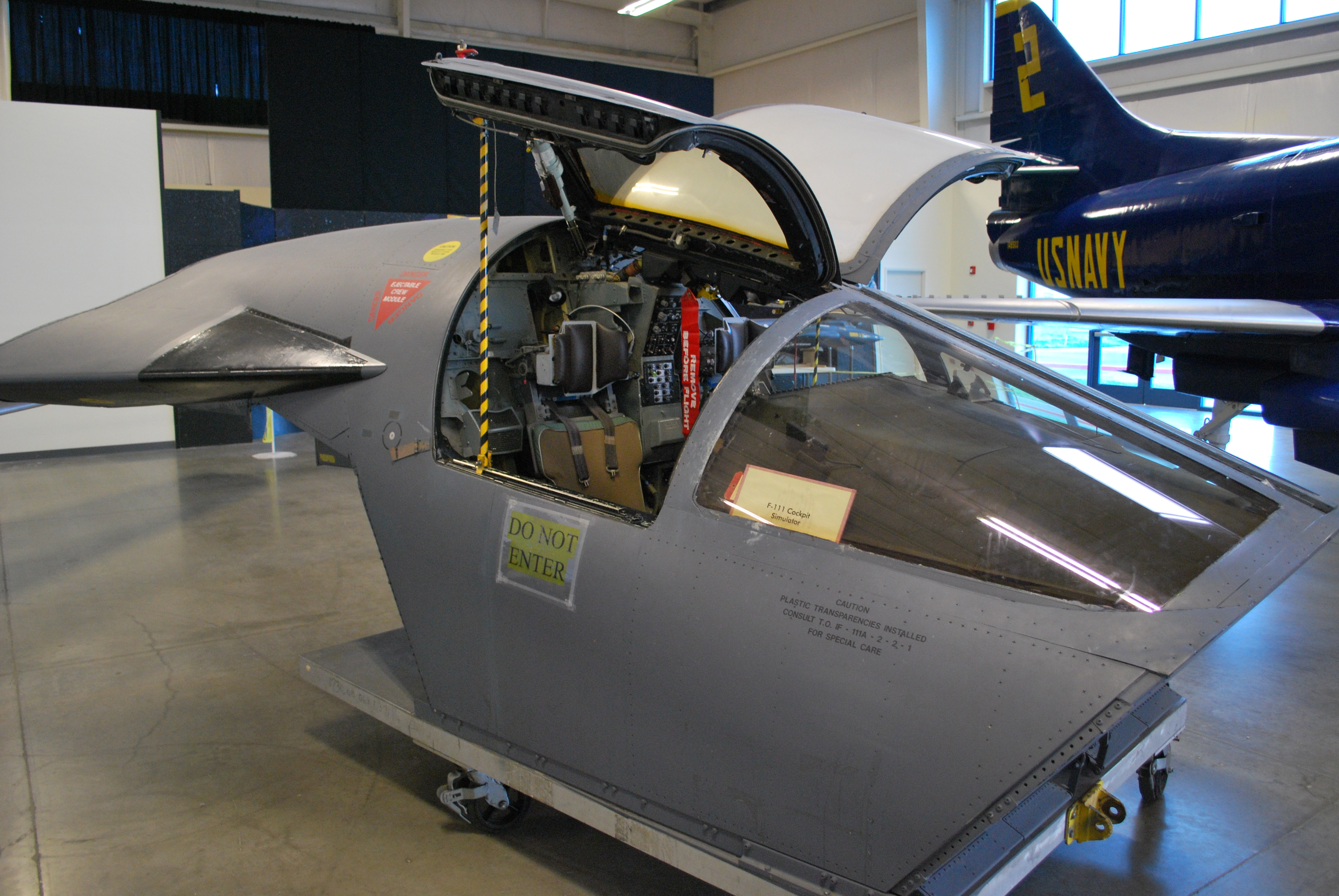
Отделяемая кабина бомбардировщика F-111

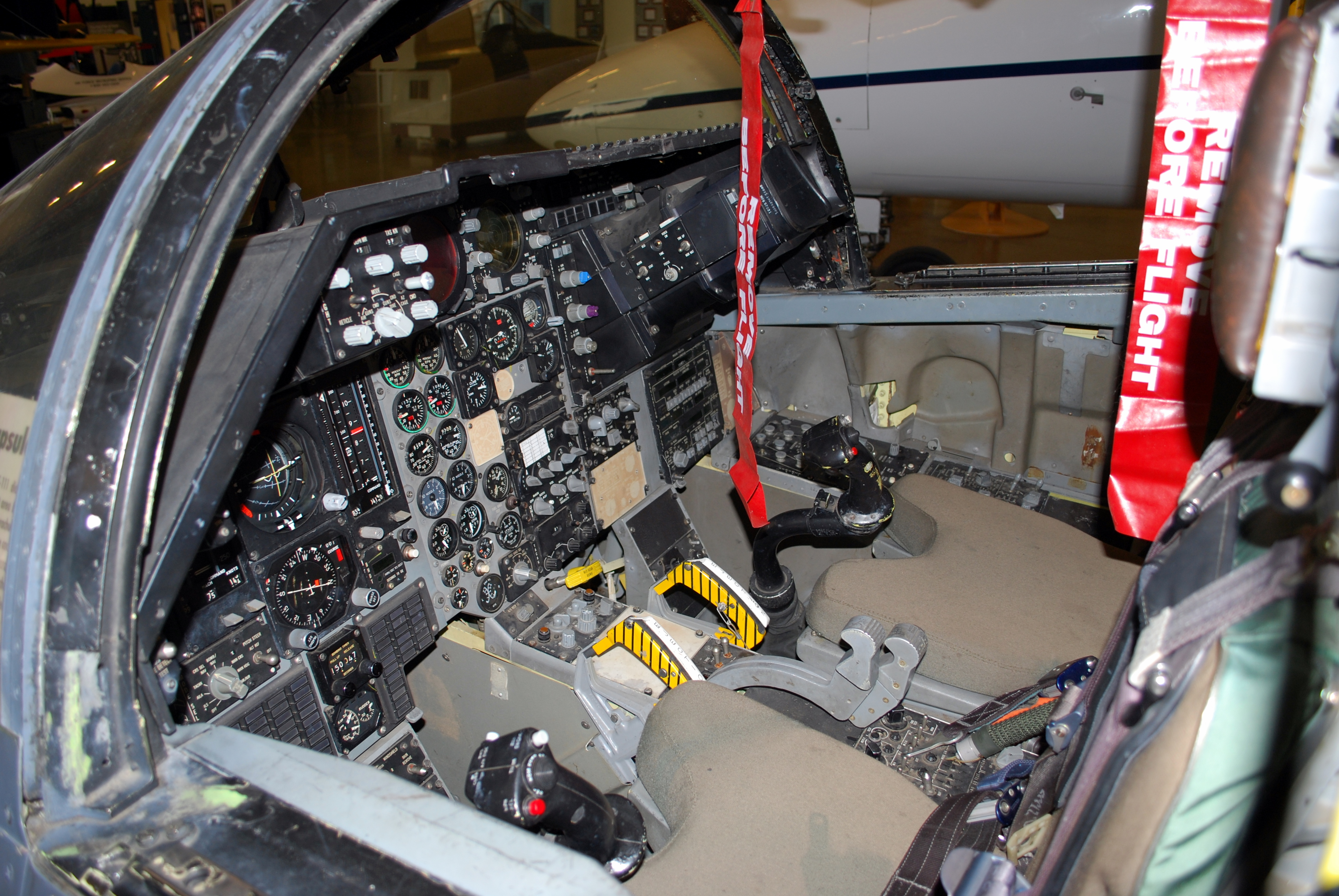
Внутри кабины F-111. Видны рычаги активации отстрела между креслами экипажа

Наиболее рациональным является отделение кабины вместе с носовой частью фюзеляжа или вместе с частью фюзеляжа, образующей с кабиной герметизированный легко разъединяемый модуль. Конструктивные решения в обоих вариантах могут также значительно различаться в зависимости от принятого способа приземления. Так, может быть предусмотрена посадка кабины на сушу или на воду, либо экипаж должен покинуть кабину после её снижения до определенной высоты. После проведённых испытаний рассматривались только цельноприземляемые кабины, ввиду их более высокой надёжности.
Первые отделяемые кабины были применены в экспериментальных Douglas D-558-2 «Skyrocket» и Bell X-2. В самолёте Х-2 использовалась кабина, отделяемая вместе с носовой частью фюзеляжа, которая опускалась на парашюте до определенной высоты. Далее пилот покидал её обычным способом с применением индивидуального парашюта.
Во Франции в 1961 году была запатентована отделяемая кабина, оборудованная надувными поплавками. Предполагалось, что в случае аварии электромеханическое устройство отделит кабину от самолёта, включит ракетные двигатели и раскроет сложенные стабилизаторы. В наивысшей точке полёта, когда скорость уменьшится до нуля, предусматривалось раскрытие стабилизирующего парашюта.
В США были разработаны два варианта отделяемых кабин. Фирма «Stanley Aviation» разработала кабину для F-102 «Delta Dagger», а фирма «Lockheed» — для самолета F-104 «Starfighter». Но обе кабины не нашли практического применения.
Современные отделяемые кабины нашли применение только в двух сверхзвуковых самолетах F-111 и B-1 «Lancer». Первое покидание самолёта с такой кабиной было осуществлено в 1967 году при аварии F-111, во время которой экипаж произвёл катапультирование на скорости 450 км/ч и высоте 9 км и осуществил благополучное приземление.
Разработка и производство фирмой «McDonnell» полностью герметизированной кабины самолёта позволили осуществлять полёт без специального высотного оборудования и обеспечивали безопасное покидание самолёта во всех диапазонах скоростей и высот полёта, в том числе при нулевой скорости.
Отсоединение кабины происходит после нажатия рычага, расположенного между креслами экипажа. После подачи команды система работает автоматически, происходит отделение кабины, разъединение элементов управления и проводов, включение ракетного двигателя.
В зависимости от высоты и скорости полёта двигатель выбрасывает кабину на высоту 110—600 м над самолётом. В верхней точке траектории полета кабины выбрасываются стабилизирующий парашют и полоски станиоля, облегчающие радиолокационное обнаружение кабины спасательными службами. По истечении 0,6 с после выбрасывания стабилизирующего парашюта прекращается работа двигателя и осуществляется выпуск основного спасательного парашюта. Наполнение купола парашюта происходит в течение 2,5 с.
В программе разработки самолёта B-1 первоначально предусматривалось применение трёхместной отделяемой кабины, аналогичной кабине самолета F-111. Однако значительная стоимость такой кабины, необходимость проведения обширных исследований, сложность конструкции и обслуживания привели к тому, что было принято решение об использовании отделяемых кабин только в первых трёх образцах самолёта. В последующих же экземплярах стали использовать катапультируемые кресла, специально разработанные для этого самолёта.